# Uigurs
Els uigurs (uigur: ئۇيغۇر, xinès tradicional: 維吾爾, xinès simplificat: 维吾尔, pinyin: Wéiwú'ěr, turc: Uygur) són un poble turc de l'Àsia central que pertany a una de les 56 minories ètniques oficialment reconegudes pel govern xinès. Està formada per 8,4 milions d'individus, segons el cens del 2000, que viuen principalment a la Regió Autònoma del Xinjiang Uighur (també Turquestan oriental o Uigurstan), a la Xina.

Bandera dels uigurs

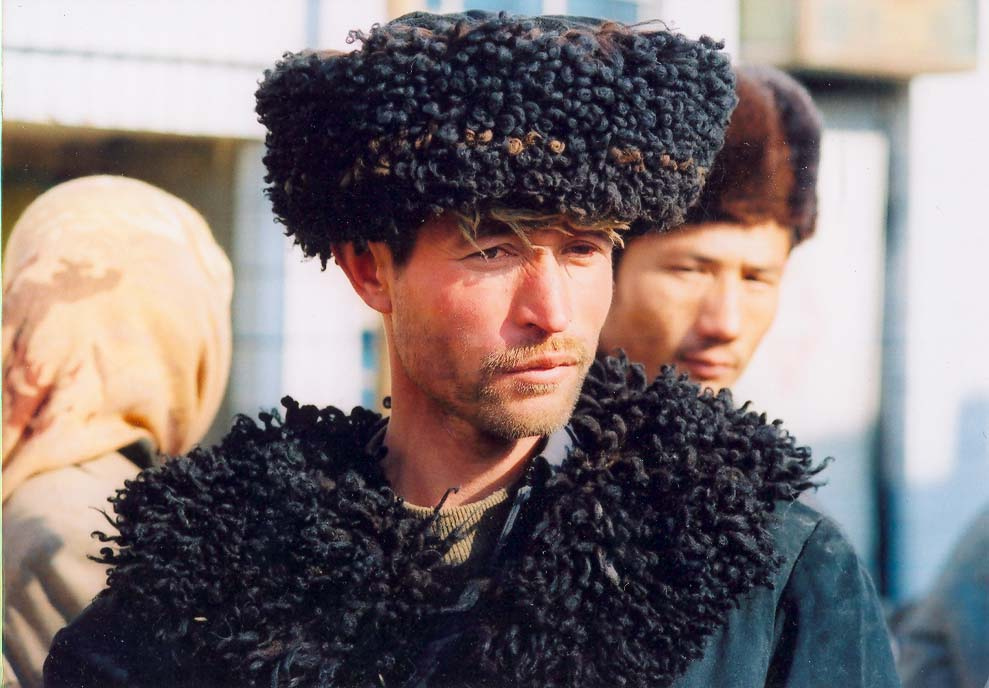
Home uigur de Kaixgar

També hi ha petites, però actives, comunitats escampades per diferents països del món. Segons el cens soviètic del 1989, hi havia 262.000 uigurs a l'antiga URSS, uns 75.000 al Pakistan, Aràbia, Europa i EUA, 3.000 a Afganistan, 1.000 a Mongòlia i uns 500 a Turquia.
Al Kirguizstan estan concentrats a Naryn, on tenen l'Organització de la Llibertat Uigur i el Centre Cultural Ittipak (Unió), suspès uns mesos el 1996. També existeix un Departament d'Uigur a la Universitat de Bishqeq.
S'estima que, d'ençà del 2017, més d'un milió d'uigurs estan detinguts pel govern xinès en camps d'internament. Aquestes presons es van crear sota la direcció del secretari general de la Xina Xi Jinping amb l'objectiu d'obligar l'adhesió dels uigurs a la ideologia d'estat.

## Idioma
Uigur, antigament coneguda com a turki o turki oriental, és una llengua turquesa de la branca karluk, amb 8 a 13 milions de parlants nadius (a 2021). Es parla principalment pel poble uigur, natiu del Turquestan Oriental, una regió que correspon a la Regió Autònoma Uigur de Xinjiang a l'oest de la Xina. A part de Xinjiang, hi ha comunitats significatives de parlants d'uigur al Kazakhstan, Kirguizstan i Uzbekistan, i en diversos altres països. L'uigur és una llengua oficial de la Regió Autònoma Uigur de Xinjiang; s'utilitza àmpliament tant en l'àmbit social com en l'oficial, així com en la premsa, la televisió i la ràdio. Altres minories ètniques a la Xina també fan servir l'uigur com a llengua comuna.
L'uigur pertany a la branca karluk de la família de les llengües turqueses, que inclou llengües com l'uzbek. Com moltes altres llengües turqueses, l'uigur presenta harmonia vocàlica i aglutinació, no té classes nominals ni gènere gramatical, i és una llengua d'arrel esquerra amb un ordre de paraules de subjecte-objecte-verb. De manera més distintiva, els processos uigurs inclouen la reducció vocàlica i l'umlaut, especialment en els dialectes del nord. A més d'altres llengües turqueses, l'uigur ha estat històricament fortament influenciat per l'àrab i el persa, i més recentment pel rus i el mandarí.
El sistema d'escriptura modificat derivat de l'àrab és el més comú i l'únic estàndard a la Xina, tot i que altres sistemes d'escriptura s'utilitzen amb finalitats auxiliars i històriques. A diferència de la majoria d'escriptures derivades de l'àrab, l'alfabet àrab uigur té una marcació obligatòria de totes les vocals a causa de les modificacions a l'escriptura original persa-àrab fetes al segle XX. També s'usen dos alfabets llatins i un alfabet ciríl·lic, tot i que en una mesura molt menor. Els dos alfabets uigurs basats en el llatí i el basat en l'àrab tenen 32 caràcters cadascun; l'alfabet ciríl·lic uigur també utilitza dues lletres vocàliques iotades (Ю i Я).

### Alfabets de l'uigur
Històricament, s'han fet servir quatre alfabets principals per escriure la llengua uigur. Actualment, el més comú a la Regió Autònoma de Xinjiang és l'alfabet àrab uigur, que és l'únic estàndard oficial. Els altres alfabets es fan servir principalment amb finalitats auxiliars fora de la Xina.

## Activitats polítiques
Poc se sap de l'existència de partits polítics a Xinjiang, llevat del Partit del Turquestan Oriental, actiu a començament dels anys noranta i que va efectuar alguns actes terroristes. Tenia el suport de les ètnies musulmanes del Xinjiang, igual que l'altre més conegut, el Partit Reformista Islàmic. També hi ha un Front d'Alliberament Uigur, independentista i nacionalista, partidari de la descolonització i de la fi de l'espoli pels xinesos. Els exiliats, però, han estat força actius, i s'han fundat les associacions següents:
- A Múnic, Congrés Nacional d'Uiguristan, d'Enver Can; East Turkstan Union in Europe, d'Asgar Can, creat el 1999; East Turkestan Information Center, d'Abduljelil Karakash.
- A Turquia, East Turkestan Foundation, de Mehmete Riza Bekin a Istanbul; East Turkestan Culture and Soldiarity Association d'Abubekir Türksoy, a Kayseri.
- A la resta d'Europa, East Turkestan Association de Faruk Sadikov, a Estocolm; Belgium Uyghur Association, de Sultan Ehmet, a Brussel·les, l'Uyghur House de Shahelil, a Holanda.
- A Rússia, l'Uyghur Association, de Serip Hajè, a Moscou.
- Als EUA, l'Uyghur American Association, de Turdi, a Washington, la Canadian Uyghur Association, de Mehmetjan Tohti.
- A Austràlia, l'Australia Turkestan Association, d'Ahmet Igamberdi.
- A Kazakhstan, la Nozugum Foundation, de Dilberim Samsakova, Kazakhstan Regional Uyghur (ittipak) Organisation, de Khahriman Gojamberdi i la Uyghuristan Freedom Association, de Sabit Abdurahman.
- A Kirguizstan, la Kyrghyztan Uyghur Unity (Ittipak) Association, de Rozimehmet Abdulnbakiev i el Bishkek Human Rights Committee, de Tursun Islam.

També hi ha alguns grups armats, com el Sharq azat Turkistan (Organització d'Alliberament de Turquestan Oriental, ETLO), fundat el 30 de juny del 2002, i que ha fet alguns atacs a oficines diplomàtiques xineses a Kirguizstan. L'han acusat de formar part de la xarxa d'Al-Qaida, com el Moviment Islàmic de Turquestan Oriental (ETIM), fundat el 1990 i dirigit per Hassan Makhsum, mort el 2003 al Pakistan.

## Història
El 742, els uigurs, els karlucs i els basmils es van rebel·lar contra el Segon Kaganat Turc. El 744, els basmils van capturar Ötüken, la capital turca matant el gran kan Ozmich, i Kutlugh Bilgä va establir el kanat Uigur a la conca de l'Orkhon. Més tard aquell any es va formar una aliança de uigurs i karlucs que va derrotar els basmils, matant el seu gran kan i fent desaparèixer els basmils com a poble. Les hostilitats entre els uigurs i els karluks van forçar els karlucs a emigrar cap a l'oest cap a Jetissú i a entrar en conflicte amb els türgesh, als quals van derrotar i conquerir el 766.
A mitjan segle xix els uigurs es rebel·laren contra la Xina, però van ser vençuts. Aleshores molts uigurs migraren a la zona del Kazakhstan entre el 1860 i 1880.
L'any 1949, després d'aniquilar la República Islàmica Independent de l'est del Turquestan, la Xina comunista inicia un període de repressió que tindrà com a resultat milers de víctimes i la quasi aniquilació de la cultura uigur.
A la dècada dels seixanta del segle xx, es produeixen massives migracions de uigurs i kazakhs cap a l'URSS, per tal de fugir de la repressió maoista. Amb la desaparició del bloc soviètic, quasi tots els pobles de la regió van assolir la seva independència política, tret dels uigurs que han estat sotmesos a una forta pressió migratòria per part de l'estat xinès en favor de l'ètnia han, majoritària a la Xina.
Durant les dècades dels seixanta i setanta ocorregueren dos onades de migració, amb les fronteres obertes dels uigurs cap al Kazakhstan, concentrats a la província d'Almati.
En l'actualitat, la repressió es fa especialment palesa en l'àmbit religiós (l'any 1997, van ser executats 30 nacionalistes musulmans acusats «d'actuar obertament com a agitadors contra els estaments oficials»).
El 2009 els uigurs eren l'1,9% de la població del Kazakhstan. El 2015 eren el cinquè grup humà més nombrós del Kazakhstan, principalment població rural amb un creixement natural molt alt.

### Camps de reeducació xinesos
Els uigurs a Xinjiang pateixen un "estat policial de ple dret" amb controls i restriccions extenses a la seva vida religiosa, cultural i social. A Xinjiang, el govern xinès ha ampliat la vigilància policial per detectar signes d'"extremisme religiós" que inclouen posseir llibres sobre uigurs, deixar-se la barba, tenir una catifa de pregària, portar vestits llargs o deixar de fumar o beure. El govern també hauria instal·lat càmeres a les llars de ciutadans. Els uigurs es consideren part del grup Els Cinc Verins o The Five Poisons. Aquestes són cinc amenaces percebudes a l'estabilitat del govern del Partit Comunista de la Xina. Aquests grups d'amenaces ofereixen una visió alternativa de la Xina.
A més, almenys entre 120.000 i possiblement més d'un milió d'uigurs estan detinguts en camps de detenció massiva, anomenats "camps de reeducació", destinats a canviar el pensament polític dels detinguts, les seves identitats i les seves creences religioses. En algunes d'aquestes instal·lacions mantenen els presos detinguts durant tot el dia, mentre que en altres alliberen els presos a la nit per tornar a les seves llars. El New York Times ha informat que els presos han de "cantar himnes lloant el Partit Comunista Xinès i escriure assajos d'autocrítica", i que els presos també són sotmesos a abusos físics i verbals per part dels guàrdies de la presó.  Els funcionaris xinesos a vegades són assignats per monitoritzar les famílies dels reclusos i les dones han estat detingudes a causa de les accions dels seus fills o marits.
Pequín va negar inicialment l'existència dels campaments, però ha canviat la seva postura des de llavors en afirmar que els campaments serveixen per combatre el terrorisme i brindar capacitació vocacional als uigurs. No obstant això, les crides dels activistes de drets humans per obrir els campaments als visitants estrangers per demostrar la seva funció no han estat ateses. A més, diversos mitjans de comunicació han demostrat que molts dels presoners van ser detinguts per la força i es troben en condicions dures i antihigièniques mentre els sotmetien a un adoctrinament polític. Els llargs períodes d'aïllament entre sexes han estat interpretats per alguns analistes com un intent d'inhibir la procreació uigur per canviar la demografia ètnica de la regió.
Un reportatge d'octubre de 2018 realitzat per la BBC News va utilitzar una anàlisi amb imatges satel·litàries recopilades al llarg del temps per afirmar que centenars de milers d'uigurs han d'estar internats als campaments, i el seu nombre s'expandeix ràpidament.
El 2019, The Art Newspaper va informar que "centenars" d'escriptors, artistes i acadèmics havien estat empresonats, en el que la revista va qualificar com un intent de "castigar qualsevol forma d'expressió religiosa o cultural" entre els uigurs.
El govern xinès nega haver comès abusos contra els drets humans a Xinjiang. En una Avaluació de l'Oficina de Drets Humans de l'ONU, les Nacions Unides (ONU) van afirmar que les polítiques i accions de la Xina a la regió de Xinjiang poden ser crims contra la humanitat, tot i que no va utilitzar el terme genocidi. Les reaccions internacionals han variat. El 2020, 39 estats membres de l'ONU van fer declaracions al Consell de Drets Humans de les Nacions Unides criticant les polítiques de la Xina, mentre que 45 països van expressar el seu suport a les polítiques de la Xina i s'oposaven a ""la politització de les qüestions de drets humans i els dobles estàndards". El desembre de 2020, un cas portat a la Cort Penal Internacional (CPI) va ser arxivat perquè els crims suposats semblaven haver estat "comesos únicament per nacionals de la Xina dins del territori de la Xina, un Estat que no és part de l'Estatut de Roma", és a dir, la CPI no els va poder investigar. Els Estats Units han declarat que els abusos dels drets humans són un genocidi, anunciant el seu descobriment el 19 de gener de 2021. Des de llavors, els poders legislatius de diversos països han aprovat mocions no vinculants que descriuen les accions de la Xina com a genocidi, com la Cambra dels comuns del Canadà, el Estats Generals dels Països Baixos la Cambra dels Comuns del Regne Unit el Seimas de Lituània, i l'Assemblea Nacional de França. Altres parlaments, com els de Nova Zelanda i Bèlgica i la República Txeca van condemnar el tractament dels uigurs pel govern xinès com a "abusos greus dels drets humans" o crims contra la humanitat.

## Cultura
Els homes del poble uigur solen vestir jaquetes sense botons. Les dones utilitzen teles de colors vius per elaborar els seus vestits. Acostumen a complementar el seu vestuari amb diversos accessoris com braçalets i collarets. Les noies joves se solen pentinar amb petites trenes. Les dones casades es pentinen amb dues trenes, decorades amb pintes.
Els uigurs tenen fama de dominar el ball i el cant. Les seves danses es caracteritzen per tenir un ritme viu. Una de les postures més típiques d'aquest ball és la de col·locar les mans per sobre del cap.

## Religió
A partir del 742 d.C., els uigurs van iniciar el procés de conversió a l'Islam. Abans de la conversió, molts uigurs eren maniqueus, budistes o cristians nestorians.
La religió ha influït de manera notable en els sistemes judicials, econòmics i educatius de les famílies uigurs. La regió de Sinkiang té més de 15.000 mesquitas i centres de pregària, un per cada poble musulmà.

## Separatisme
Una part de la població uigur, composta per 8 milions de persones, té sentiments separatistes i s'oposa al que anomena "preponderància cultural imposada pel Partit Comunista de la Xina a la regió.

### Disturbis del 2009
El 5 de juliol de 2009, la violència va esclatar a Ürümqi, capital del Sinkiang, després que creixés el malestar per com les autoritats van gestionar una recent crisi entre treballadors uigurs i de l'ètnia han, la majoritària a la Xina.
Segons les autoritats xineses, 156 persones van morir durant els enfrontaments entre les ètnies han i uigur del diumenge 5 de juliol, i més d'un miler de persones van resultar ferides en les manifestacions i (després que la policia restaurés l'ordre) centenars de manifestants van ser detinguts. Les xifres de morts revelades pel mateix Govern xinès indiquen que aquest podria ser un dels enfrontaments més seriosos entre les autoritats i els manifestants des de les protestes de la plaça de Tian'anmen de 1989, a Pequín.

## Galeria
- Barber uigur de Kasgar.
- Dos uigurs de Turpan.
- Una jove uigur a Turpan, Sinkiang.
- Jove uigur de Kasgar.
- Dona uigur en una fàbrica de seda, Khotan.
- Ancians iigurs en el mercat dels diumenges, Kasgar.
- Un caçador uigur, Kasgar.